# Милеево (Глинковский район)
Миле́ево — деревня в Смоленской области России, в Глинковском районе. Население — 3 жителя (2007 год) . Расположена в центральной части области в 13 км к северу от села Глинка, в 14 км южнее автодороги Р134 «Старая Смоленская дорога» Смоленск — Дорогобуж — Вязьма — Зубцов, на левом берегу реки Устром. В 11 км южнее деревни железнодорожная станция Клоково на линии Смоленск — Сухиничи. Входит в состав Доброминского сельского поселения.

## История
В годы Великой Отечественной войны деревня была оккупирована гитлеровскими войсками в июле 1941 года, освобождена в ходе Ельнинско-Дорогобужской операции в 1943 году.

## Достопримечательности
- Курганная группа (40 курганов) южнее от деревни на берегу реки Устром[2].